# مارک ولینته
مارک ولینته (انگلیسی: Marc Valiente؛ زادهٔ ۲۹ مارس ۱۹۸۷) بازیکن فوتبال اهل اسپانیا است.
از باشگاه‌هایی که در آن بازی کرده‌است می‌توان به باشگاه فوتبال بارسلونا سی، باشگاه فوتبال رئال وایادولید، باشگاه فوتبال اسپورتینگ خیخون، باشگاه فوتبال بارسلونا بی، باشگاه فوتبال مکابی حیفا، باشگاه فوتبال سویا، باشگاه فوتبال بارسلونا، و باشگاه فوتبال پارتیزان اشاره کرد.
وی همچنین در تیم‌های ملی فوتبال زیر ۱۹ سال اسپانیا، زیر ۲۰ سال اسپانیا، و کاتالونیا بازی کرده‌است.